# Disney Adventure
Die Disney Adventure ist ein im Bau befindliches Kreuzfahrtschiff der Disney Cruise Line, das bis 2030 in Singapur stationiert sein soll. Mit einer Länge von 342 Metern und 208.000 BRZ wird sie das größte Schiff der Reederei und eines der größten Kreuzfahrtschiffe der Welt sein.

## Vorgeschichte
Die Disney Adventure wurde ursprünglich von Genting Hong Kong bestellt und war als erstes Schiff der Global-Klasse geplant. Nach der Insolvenz von Bauwerft (MV Werften) und Auftraggeber im Jahr 2022 kaufte die Disney Cruise Line das unfertige Schiff für 40 Millionen Euro.

## Geschichte nach Verkauf an die Disney Cruise Line
Das Bauprojekt der Meyer Werft lautete bis zur Bekanntgebung des richtigen Schiffnamens ,,Disney Hero''
Am 19. April 2025 erfolgte das Ausdocken aus der Werfthalle in Wismar.
Die ursprünglichen Baukosten wurden auf 1,5 Milliarden geschätzt. Die Umgestaltung des Schiffes hat 1 Milliarden Euro gekostet, sodass die insgesamten Baukosten für Schiff 2,5 Milliarden Euro betragen.
Im August soll das Schiff Wismar verlassen, um in Bremerhaven und Eemshaven weiteren ausgerüstet zu werden.

## Design
Das Aussehen wurde mehrmals angepasst. Wies der Original-Disney-Entwurf noch große Abweichungen auf, ähnelt das Schiff nunmehr deutlich mehr der ursprünglichen Global Dream. Auch wurde die Anzahl der Schornsteine – Disney plante mit sechs – auf vier reduziert.
Die Disney Adventure hat sieben magische Themenwelten an Bord:
Disney Imagination Garden: Der Mittelpunkt der Disney Adventure, er ist mehrere Decks hoch und ist ein Garten, der an verschiedene Disney Figuren erinnern soll. Im Mittelpunkt wird ein Kunstwerk mit dem Disney Schloss stehen, im Imagination Garden soll auch eine Lets Set Sail Dance Party stattfinden. Verschiedene Meet & Greets mit bekannten Disney Figuren werden im Imagination Garden stattfinden.
Disney Discovery Reef: Ein Bereich zum Abtauchen und das Meer anhand von viel Dekoration zu entdecken, auch mehrere Decks hoch finden sich im Discovery Reef viele Disney Figuren wieder wie z.B. Luca, Nemo, die kleine Meerjungfrau und Stitch wieder. Einige thematisierte Cafés und Restaurants angelehnt an den Film Luca und Die Monster AG kann man im Discovery Reef finden.
Toy Story Place: Ein Familienfreundlicher Wasserspielplatz an die Toy Story Reihe angelehnt, mit mehreren Wasserrutschen. Der Wasserspielplatz besitzt außerdem mehrere Schwimmbecken.
Marvel Landing: Ein mit Action geladener Bereich, wo man ins Marvel-Universum eintauchen kann. Mit den drei Fahrgeschäften Groot Galaxy Spin, Pym Quantum Racers und Ironcycle Test Run entsteht mit dem Marvel Landing ein Disneyland auf See.
Der Ironcycle Test Run ist die erste Achterbahn auf einem Disney-Schiff sie wird mit über 250 Metern Schienenlänge die längste Achterbahn auf See.
Wayfinder Bay:Am Heck des Schiffes findet man das von Vaiana inspirierte Outdoor Theater. Von den Sitzplätzen aus kann man gleichzeitig das Theaterstück zu Vaiana sehen und das Meer beobachten.
San Fransokyo Street: In der San Fransokyo Street findet eine Passage an den Film Big Hero 6 inspiriert. Dort zu finden z.B: sind Shops, Bars, ein Kino und eine Lounge. Auch Bay Max der Roboter wird in der San Fransokyo Street öfters anzutreffen sein.
Town Square: Dort haben sich verschiedene Disney-Prinzessinnen vereint und einen Bereich voller Fantasie erschaffen. Dazu gehören unter anderem das Walt Disney Theatre und die Bibbidi Bobbidi Boutique. In diesem Bereich befindet sich auch ein Adults-Only-Bereich, der an die Kammern der Bösen Königin aus Schneewittchen erinnert.

## Bildergalerie

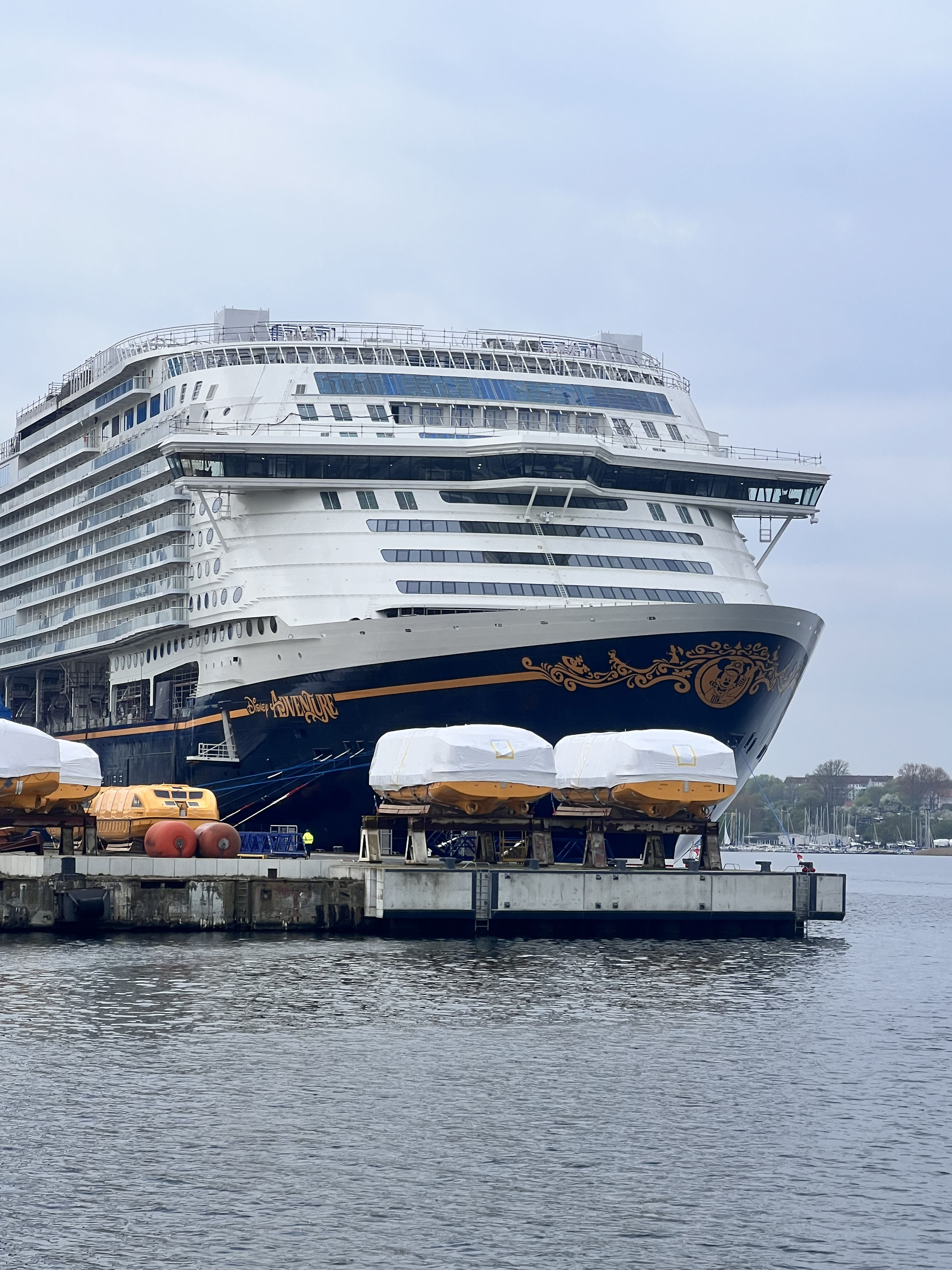
Die Disney Adventure von vorne
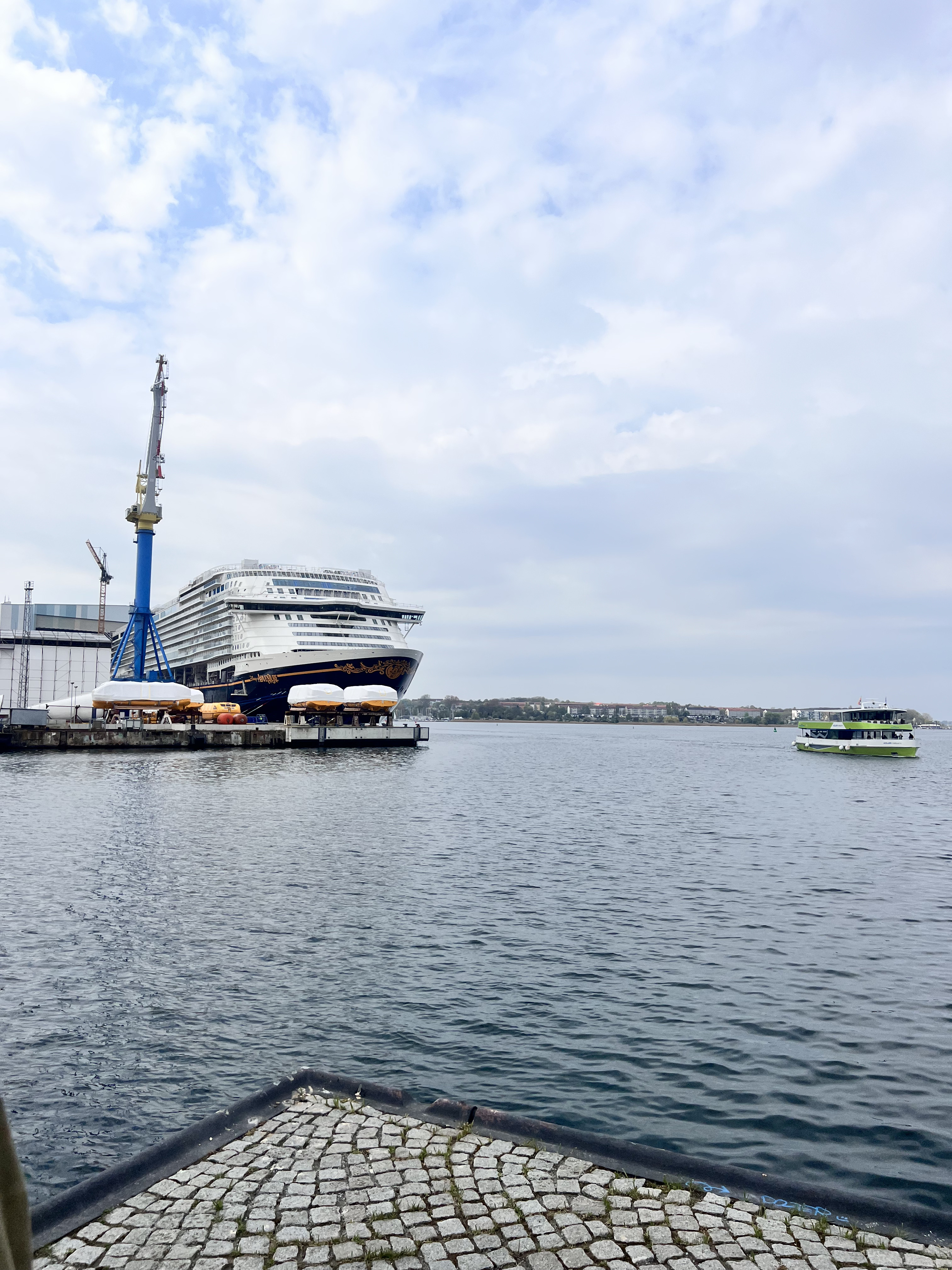
Die Disney Adventure vor der Werft